# 暴発
暴発（ぼうはつ）には、以下の意味がある。
1. 不意に事がおこること。
2. 銃や砲から意図せず弾丸が発射されること。「 - 事故」
3. 爆薬などが意図しないタイミングで起爆または爆発すること。

本項では、主に2の事柄に関して説明する。なお銃砲身内部に異物もしくは傷などがあってその内部で破裂することに関しても「暴発」と表現されることがあるが、正しくは腔発（こうはつ）という。

## 暴発事故
暴発事故は、銃砲に関する事故において、発射するために操作したにも拘らず弾丸が発射されない不発と共に、主要なトラブルである。不発では被害が直ちには生じない（ただし、遅発を不発と勘違いすると危険である。後述）が、暴発では意図せず発射された銃弾や砲弾が飛び出すため、想定外の被害を発生させうる。

### 銃器
銃器は高速で銃弾を発射して対象を破壊ないし殺傷する機能を持つ。このため、予期せず誤って銃弾が発射されることは危険である。家庭内で銃器を弄んでいた子供などが誤って銃弾を発射してしまい、当人や周囲に被害を与える暴発事故がしばしば発生し、銃規制を含めた社会問題になることが多い。こういった事故を防ぐために、日本国内では、まず保管時には銃器から弾を抜き、さらに銃を扱えない者が不用意に触れないようガンロッカーなど専用の場所に保管することが求められている。
全米ライフル協会などの銃関係団体や軍隊では銃器の安全な取り扱いというガイドラインを徹底して、暴発による事故を防いでいる。
銃自体も安全のために、多くが安全装置など安全工学的思想に基づいた機構が組み込まれているが、このことが重量、容積、コストを増大させる。手動安全装置（マニュアル・セイフティー）の追加は、操作が煩雑になりむしろ逆効果になることもある。現代の火器は、暴発の懸念を減らすために、自動安全装置（オートマチック・セイフティあるいはインターナル・セイフティ)を充実させている。
ただし、安全装置を充実させても、使用者が意図して引き金を引けば弾丸が発射される（たとえば、弾が入っているとは知らずに、あるいは空だと勘違いして、冗談で引き金を引いても弾丸は発射される）ので、安全性の確保にも限界がある。

## 過去の暴発事例
2004年2月
オーブンに拳銃が入れられていたことに気付かず調理していて、加熱された弾丸が発火、弾丸が発射される事件が2件発生している。最初のケースでは、ある夫婦の旅行前に泥棒が入っても家に置かれている拳銃を持ち去らないよう、隠し場所を考えあぐねた夫が「変わった隠し場所」としてオーブンの中に隠したが、帰宅後に妻が気付かず調理を始めてしまい、夫も失念していたために暴発が始まり、夫婦そろって冷蔵庫の陰に退避して事なきを得た。もう一方のケースでは、テキサス州サン･アントニオでとある住人が友人に「家に銃を持ち込まないように」と告げていたが、2週間後に銃を携帯したまま来てしまった友人は住人にばれないようにと銃をオーブンに隠していたが、住人がこれに気付かず調理を始めてしまい、オーブンの扉を突き破った弾丸を足に受け負傷したというもの。なお後者のケースでは病院に運ばれたものの経過は良好だったという。これは、コックオフによる暴発の例である。
2012年9月
アメリカ軍の兵士が、同僚のしゃっくりを止めようとして拳銃を発射し、その同僚を射殺する事故が発生した。銃口を顔に向けて、単に驚かせるつもりだったが、誤って実弾を発射してしまったという。これは、銃の欠陥によるものではなく、使用法の誤りによる「暴発」であり、Negligent dischargeの例である。
早撃ち (Fast Draw)
アメリカでは早撃ち競技が盛んである。この競技は、腰に下げたホルスターに収めた拳銃を素早く抜いて的を撃つのであるが、実弾ではなく空包を使用する場合もある。早撃ち競技やその練習をしているときに、早く撃とうと焦るあまり、拳銃を抜き出している最中に引き金を引いてしまい、自分の足を撃ってしまう事故は、時々発生する。空包の場合は、ズボンを焦がしたり、やけどをするだけで済む（といっても、ひどいやけどになることもある）かもしれないが、実弾を使用していた場合は、足を撃ち抜いてしまう。競技中にこのような事故を起こした場合は、もちろん失格である。
コックオフ
フルオート射撃が可能な銃器、特に多数の弾薬を装弾する機関銃などでは一度に多数の連射を行うと、時に銃身が赤熱するほどの高温になる。この熱により弾薬が自然発火して暴発を生じ、これをコックオフあるいはコッキングオフという。こうなると装弾されている弾が尽きるまで射撃が止まらず、最悪の場合は過熱で強度低下した銃器そのものが破裂（腔発）する。これを避けて射撃を持続するため、過熱した銃身を即座に交換可能な工夫が一般化している。また、装填速度が遅い大砲では発生率は低いが、過度の速射はコックオフを誘発することがあり、尾栓が閉じきる前に装薬が発火すると猛烈な発砲炎が砲員側に噴きかかる大事故となる。
遅発 (Hang fire)
トリガーを引いても弾が発射されない場合に、不発と勘違いして銃口をのぞき込み、そのタイミングで弾が発射されて被害を与える事故は時々発生する。思っていたよりも遅れて弾が発射されることは、遅発と呼ばれる。